# Men of Tomorrow (pel·lícula de 1932)
Men of Tomorrow és una pel·lícula britànica de drama dirigida per Zoltan Korda i Leontine Sagan, produïda per Alexander Korda i escrita per Anthony Gibbs i Arthur Wimperis. El film és protagonitzat per Maurice Braddell, Joan Gardner i Emlyn Williams. A més, Robert Donat hi fa el seu debut cinematogràfic com a actor.

## Argument
Aquesta és la història d'un estudiant de la Universitat d'Oxford els anys posteriors a la seva graduació. Allen Shepherd (Braddell) s'ha converit en un novel·lista d'èxit i s'ha casat amb Jane Anderson (Gardner). Ferm defensor dels rols sexuals tradicionals, Shepherd deixa a la Jane quan accepta una plaça de professora a Oxford. Més tard, però, canvia d'opinió i la parella es torna a unir.
Robert Donat i Merle Oberon van obtenir el sou més alt, quan Men of Tomorrow es va distribuir als Estats Units el 1935.

## Repartiment
- Maurice Braddell com a Allan Shepherd
- Joan Gardner com a Jane Anderson
- Emlyn Williams com a Horners
- Robert Donat com a Julian Angell
- Merle Oberon com Ysobel d'Aunay
- John Traynor com a Mr. Waters
- Esther Kiss com a Maggie
- Annie Esmond com a Sra. Oliphant
- Charles Carson com a Proctor Senior

## Estat actual
Actualment, el film es troba desaparegut de l'Arxiu Nacional BFI, i està llistat com un dels 75 films més buscats segons el British Film Institute.